# 1313
1313 (MCCCXIII) je bilo navadno leto, ki se je po julijanskem koledarju začelo na ponedeljek.

## Dogodki

### Henrik VII. Luksemburški
- marec - Rimsko-nemški cesar Henrik VII. obtoži neapeljskega kralja Roberta Anžujskega, ki ga šteje za svojega vazala, veleizdaje. Robertu je vsega dovolj in prevzame poveljstvo nad italijanskimi gvelfi. Henrik VII. med pripravami na invazijo na neapeljski Mezzogiorno napade in zavzame gvelfovsko Lucco. Vojaške priprave dodobra osiromašijo pisanske zaveznike, ki gostijo cesarja. ↓
- 8. avgust → Henrik VII. napade še gvelfovsko Siena. Teden dni kasneje zboli z malarijo.↓
- 24. avgust → Še ne 40 leten umre rimsko-nemški cesar Henrik VII. Luksemburški. Z njegovo smrtjo si oddahnejo tudi italijanske mestne republike in oligarhije, ki ljubosumno varujejo svojo politično samostojnost. Za krono nemškega kralja se spopadeta južnonemški hiši Wittelsbaških in Habsburžanov. 1322 ↔
  - V grofiji Luksemburg Henrika VII. nasledi njegov sin Ivan I., sicer tudi češki kralj.

- 9. november - Bitka pri Gammelsdorfu, Bavarska: prva bitka med wittelsbaškim pretendentom, zgornjebavarskim vojvodo Ludvikom Bavarcem, ki v bitki zmaga, in habsburškim avstrijskim vojvodo Friderikom Lepim[1]. Med pretendentoma ne poteka samo boj za nemško krono, pač pa tudi za Spodnjo Bavarsko, ki si jo je priključila Zgornja Bavarska. Materi mladoletnih spodnjebavarskih vojvod pokličeta na pomoč avstrijskega vojvodo, ki se odzove.

### Ostalo
- Umrlega canterburyjskega nadškofa Roberta Winchlesleyja nasledi Walter Reynolds, 51. canterburyjski nadškof po seznamu.
- Umrlega mladoletnega gruzijskega kralja Jurija VI. nasledi njegov regent in stric Jurij V.
- Srbski kralj Milutin Nemanjić zgradi Banjski samostan.
- Ahajski knez (in neapeljski princ) Filip II. Tarantski se odreče Ahajski kneževini in jo preda dedinji Matilda Hainauški[2] ter po pravici iure uxoris njenemu soprogu Ludviku Burgundskemu. Pretenzijo do omenjene kneževine ima tudi majorški princ Ferdinand Majorški, ki je poročen z drugo dedinjo Izabelo Sabran, ki po matrilinearni liniji prav tako izhaja iz hiše Villehardouin. Vojna za ahajsko nasledstvo → 1316
- Bizantinsko cesarstvo: cesarja Andronik II. in Mihael IX. Paleolog priznata vnuku/sinu Androniku III. socesarske pravice. 1320 ↔
- Pomorjansko mesto Pollnow prevzame zakone[3] mesta Lübeck in se tako pridruži Hanzeatski zvezi.
- Zlata horda: novi kan Zlate horde Uzbeg, ki se je pred prevzemom oblasti spreobrnil v islam, prepreči državni udar šamanističnega in budističnega mongolskega plemstva. Islam povzdigne v državno religijo in začne spodbujati obširno misijonarsko dejavnost med mongolskim plemstvom. Vzhodni del Zlate horde, ti. Bela horda, se zaradi islamizacije odcepi. Drugače verujočih nemongolskih skupnosti, ki plačujejo džizjo, Uzbeg kan‎ ne nadleguje. 1320 ↔
- Kitajski agronom Wang Zhen dokonča epohalno delo »Knjiga o kmetijstvu« (Nong Shu), v kateri predstavi vse takratne tehnološke inovacije v kitajskem kmetijstvu. Mdr. poenostavi in pospeši tudi postopek tiskanja z reorganizacijo pismenk po rimah in po pogostosti rabe, za kar uporabi dva vrtljiva diska.

## Rojstva
- 9. februar - Marija Portugalska, kastiljska kraljica († 1357)
- 17. april - Konstantin V., kralj Kilikijske Armenije († 1362)
- 16. junij - Giovanni Boccaccio, italijanski pisatelj in pesnik († 1375)
- 1. avgust - cesar Kogon, japonski proticesar († 1364)
- 16. november - Ibn al-Hatib, granadski filozof, pesnik, zgodovinar, državnik († 1374)

Neznan datum
- Bartolus de Saxoferrato, italijanski pravnik († 1357)
- Cola di Rienzo, italijanski (rimski) državnik († 1354)
- Thomas de Beauchamp, angleški vojskovodja, 11. grof Warwick († 1369)

Domnevno
- Aradia di Toscano, italijanska čarovnica, neopaganski mitični lik

## Smrti
- 11. april - Guillaume de Nogaret, francoski kancler (* 1260)
- 24. avgust - Henrik VII. Luksemburški, rimsko-nemški cesar (* 1278)
- 3. september - Ana Pšemislova, češka kraljica[4] (* 1290)
- 18. november - Kostanca Portugalska, kastiljska kraljica (* 1290)
- 13. december[5] - Ivan Parricida, nemški plemič iz hiše Habsburžanov, morilec kralja Albrehta I. (* 1290)

Neznan datum
- Elizabeta Árpád, srbska kraljica (* okoli 1255)
- Hugo iz Trimberga, nemški pesnik
- Jurij VI., gruzijski kralj
- John Balliol, škotski kralj
- Notburga iz Rattenberga, avstrijska usmiljenka, svetnica (* 1265)
- Robert Winchelsey, angleški teolog, canterburyjski nadškof (* 1245)